# Haunebu

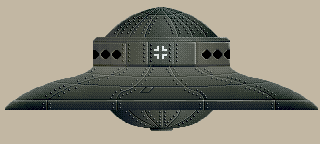
Fiktivní design nacistického létajícího talíře

Haunebu (německy, zkratka z Hauneburg-Geräte nebo také Rundflugzeug, Reichsflugscheiben) je název hypotetického diskovitého letadla vyvíjeného nacistickým Německem během druhé světové války, jehož existence nebyla objektivně potvrzena. Haunebu mělo údajně patřit mezi německé Wunderwaffen (zázračné zbraně) společně s novými tryskovými letadly (Me 262, Horten Ho 229) a střelami Fieseler Fi 103 (V-1) a Aggregat 4 (V-2).
Za Haunebu někteří konspirační teoretikové považují část UFO (neidentifikovaných létajících objektů), do které patří i takzvané foo fighters, neznámé vzdušné fenomény a objekty údajně pozorované v letech 1941 až 1945 nad Německem, zdokumentované jen údajnými svědectvími spojeneckých pilotů.

## Konstrukce
I konspirační teoretikové, kteří považují Haunebu za skutečné, se značně rozcházejí v názorech na to, na jakém principu by fungovalo. Haunebu mělo být na svou dobu velmi revoluční letadlo (respektive létající křídlo), údajně mělo mít schopnost zastavení prakticky na místě, vznášení se, velmi krátké akcelerace a rychlosti přes 5000 km/h.
Podle některých teoretiků byl použit dodnes veřejně neznámý princip antigravitace, podle jiných byla využita takzvaná síla Vril. Objevují se i názory, že Haunebu fungovalo na stejném principu jako dnešní VTOL letadla Harrier (natáčení trysek). V tom případě by ovšem nemohlo dosahovat údajných vlastností.

## Historie
Jako první se o nacistických létajících talířích zmiňuje roku 1950 ve svých článcích italský inženýr Giuseppe Belluzzo.
V reakci na tyto články začal německý vědec Rudolf Schriever tvrdit, že se na vývoji těchto letadel podílel.
Anglický inženýr Roy Fedden (designér většiny motorů společnosti Bristol) po válce prohlásil, že jediná letadla, která by mohla mít schopnosti údajných létajících talířů byla ta vyvíjená Němci ke konci války. Fedden také řekl, že Němci pracovali na mnoha neobvyklých leteckých prototypech. Svá tvrzení ale nijak neupřesnil.
V roce 1956 se k tématu vyjádřil kapitán Edward J. Ruppelt (vedoucí projektu Blue Book) s podobným názorem jako Fedden. Prohlásil ale také, že většina těchto radikálních letadel byla pouze ve vývojovém stádiu.
O nacistických létajících talířích vyšlo v druhé polovině 20. století i v 21. století mnoho knih jak beletristického, tak historického žánru. V části těchto knih se objevuje názor, že němečtí vědci spolu se svými plány létajících talířů byli transportováni do Spojených států (operace Paperclip), Velké Británie nebo do Sovětského svazu (po obsazení východu Německa), kde dále pokračovali ve vývoji.
Do roku 1961 skutečně probíhal v kanadské firmě Avro s finanční podporou americké armády a technickou podporou bývalých nacistů vývoj veřejně známého experimentálního VTOL letounu VZ-9-AV Avrocar, vypadajícího jako létající talíř. Ten ovšem skončil neúspěchem, jelikož stroj nebyl schopen letět výše než metr nad zemí.

## Lidé spojeni s Haunebu
Seznam lidí, kteří měli být (údajně) spojeni s vývojem německých létajících talířů, nebo lidé, jejichž vynálezy a poznatky byly k jejich vývoji použity.
- Giuseppe Belluzzo
- Henri Coandă
- John Searl
- Viktor Schauberger
- Rudolf Schriever

## Možná vysvětlení
- Vývoj létajících disků skutečně probíhal:
  - Zůstal však pouze u nefunkčních prototypů.
  - Byl dotažen do funkční fáze a létající talíře se tajně používaly a používají i po válce.
- Haunebu je fiktivní a vzniklo jako propaganda vytvořená německou vládou pro povzbuzení armády.
- Letadla Haunebu mají mimozemský původ.
- Mylná identifikace jiných letadel a vzdušných zbraní.
- Mylná identifikace atmosférických jevů (např. mraky Altocumulus lenticularis)